# イースター蜂起
イースター蜂起（イースターほうき、英語：Easter Rising、アイルランド語：Éirí Amach na Cásca）は、1916年の復活祭（イースター）週間にアイルランドで起きた武装蜂起である。日本では復活祭蜂起とも呼ばれる。この蜂起はイギリスの支配を終わらせ、アイルランド共和国を樹立する目的でアイルランド共和主義者たちが引き起こしたものである。1798年の反乱以降にアイルランドで起きた最大の反乱であった。
蜂起はアイルランド共和主義同盟（IRB）の軍事部門によって組織され、復活祭週月曜日の4月24日から30日まで続いた。教師であり弁護士のパトリック・ピアースに率いられたアイルランド義勇軍、ジェームズ・コノリーに率いられたアイルランド市民軍、200人の女性連盟（Cumann na mBan）がダブリンの主要部を占拠して、アイルランド共和国の英国からの独立を宣言した。アイルランドの他の地域でも幾つかの行動が起こされたが、アッシュボーン兵舎（ミース県）への襲撃以外は小規模なものであった。
蜂起は7日間の戦闘の後に鎮圧され、指導者たちは軍法会議にかけられて処刑されたが、共和主義者の武力闘争主義をアイルランド政治の中核に置くことに成功した。1918年の英国議会総選挙（アイルランド島全土での最後の英国議会選挙）で、ウェストミンスターへの登院拒否と独立を標榜する共和主義者は105議席中73議席を得た。これは蜂起から2年足らずで起こったことである。1919年1月、この時まだ獄中にあった蜂起の生き残りを含むシン・フェイン党の国会議員は第一回アイルランド国民議会（First Dáil）を開催し、アイルランド共和国の樹立を宣言した。英国政府は新たに宣言された国家の承認を拒否し、アイルランド独立戦争へ突入することになる。

## 背景
アイルランド王国をグレートブリテン王国に併合させグレートブリテンおよびアイルランド連合王国を成立させた1800年の連合法以来、連合への反対は二つの形式をとっていた。立憲議会主義と武力闘争主義である。
1840年に統合撤回連盟を結成したダニエル・オコンネルは英国庶民院と大衆集会で連合法の撤回を求めた。青年アイルランド党は統合撤回運動の活動的なメンバーであったが、1846年にオコンネルと決裂してアイルランド連合を結成し、指導者のウィリアム・スミス・オブライアン、トーマス・フランシス・マハーそしてジョン・ブレイク・ディリンは1848年に反乱を起こした（青年アイルランド党の反乱）。1867年にはフェニアン党が別の反乱を起こしている。これらの反乱は敗北したが、彼らは地下組織を維持し続けた。1873年にフェニアン党の会議がダブリンで開かれ、アイルランド共和主義同盟（IRB）と改称し、憲章を採択した。この会議で2つの決議が採択された。一つはアイルランド国民が自国の政府で自由な選挙ができるまでIRBの評議会がアイルランド共和国政府として機能すること、もう一つはIRB議長が共和国の大統領となることである。
自治連盟とチャールズ・スチュワート・パーネルのアイルランド議会党はウェストミンスターへ多数の議員を送り出し、議事妨害戦術と議会内でのパワーバランスを利用してアイルランドの自治権を目的とした3つのアイルランド自治法案を提出した。しかしながら、パーネルの目標は自治法に留まらなかった。これは1885年の演説で明らかになる。「何びとにも、国家の境界を変えることはできない……」と彼は述べている 。1886年の最初の自治法案は庶民院で否決された。パーネルの失脚と死後の1893年に二度目の自治法案が庶民院を通過したが、貴族院で否決された。1912年の三度目の自治法案は再び貴族院で否決されたが、1911年議会法（庶民院を三度通過した法案を貴族院は拒否できない）に基づき、2年後に立法化した。ジョン・レドモンド（アイルランド議会党党首）はパーネルと異なり、自治法自体が最終目的であった。
サー・エドワード・カーソン率いるアルスター統一党それに保守党と貴族院は自治法に反対し、これを自己の権益への脅威とみなしていた。1913年1月13日に統一党はアルスター義勇軍を結成し、自治法の施行に武力で抵抗する準備をし、保守党のアンドルー・ボナー・ローと他の党員も実力行使を試みた 。この動きに対して、1913年11月25日に自治法を守るためのアイルランド義勇軍が結成された 。1914年9月18日に自治法は国王の認可を受けたが、アルスター地方は除外された。その後、自治法は施行の１ヶ月前に勃発した第一次世界大戦によって延期されてしまい、大戦によってアイルランド義勇軍は分裂し、大部分は連合国と英国の戦争努力に協力するレドモンド派の国民義勇軍となる。一方、IRBは強硬派のトマス・クラーク やショーン・マクディアマダによって再組織され、英王室を元首に戴いた大英帝国内での自治に留まらず、アイルランド共和国の独立を計画し続けていた。
首謀者たちの「自らの死をもって祖国独立の礎とする」というロマン主義的な民族主義は、首謀者の一人パトリック・ピアースの「血の犠牲」という言葉でよく知られているが、この言葉のイメージの源は、ウィリアム・バトラー・イェイツとグレゴリー夫人が共作した強い愛国メッセージを持つ戯曲『キャスリーン・ニ・フーリハン』（Cathleen Ní Houlihan, フーリハンの娘キャスリーン。1902年上演）であると言われる。

## 蜂起計画
イースター蜂起の計画は8月の英国による対独宣戦布告から数日後には始まっている。IRB最高評議会の会合がパーネル・スクウェア25番地で開かれ、「イングランドの困難はアイルランドの機会である」との古い格言に基づき、戦争が終わる前に何らかの行動を起こすことが決定された。最高評議会は3つの決定を下した。すなわち、軍事評議会を設置する、ドイツからの援助を求める、義勇軍を掌握する、である。
IRBの最終目的は独立したアイルランド国家の樹立であるが、一つの反乱によってそれを達成することはないと考えられていた。歴史家オーエン・ニーソンは計画では軍事的勝利は考慮されておらず、指導者たちは幾つかの軍事的成功のみを考えていたようであると指摘している 。IRBは蜂起での三つの目標を設定した。第一に独立の宣言。第二に人々の活力を取り戻して分離への国民的な機運をもたらす。そして第三に大戦後の講和会議での地位を求めることである。
この目的のためにIRB会計担当のトマス・クラークは蜂起を計画する軍事評議会を設置した。これはパトリック・ピアース、エーモン・キャント、ジョゼフ・プランケットと彼自身で構成され、後にショーン・マクディアマダが加わっている。彼らの全員がIRBのメンバーであり、クラークを除く全員がアイルランド義勇軍のメンバーでもあった。

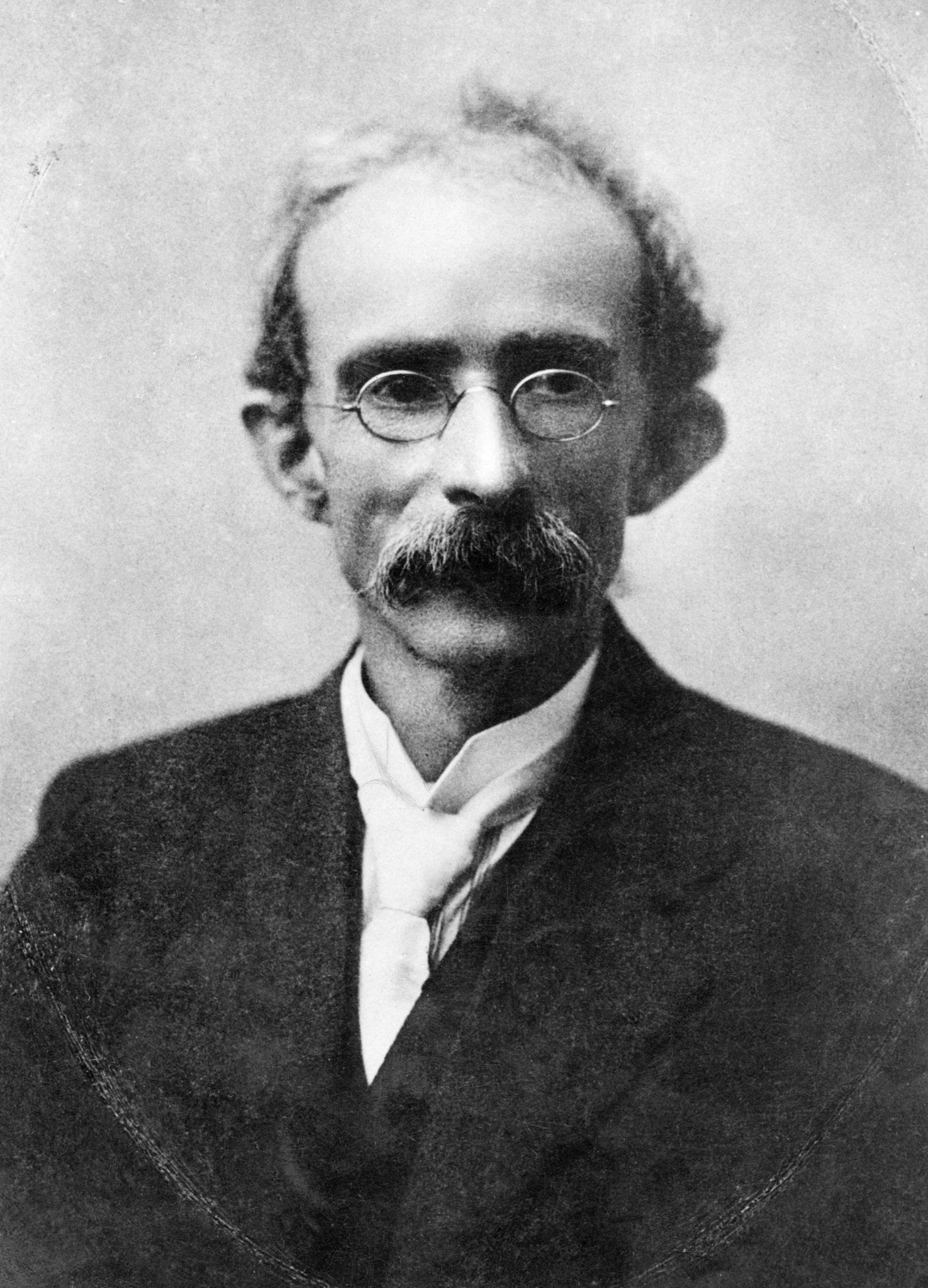
トマス・クラーク
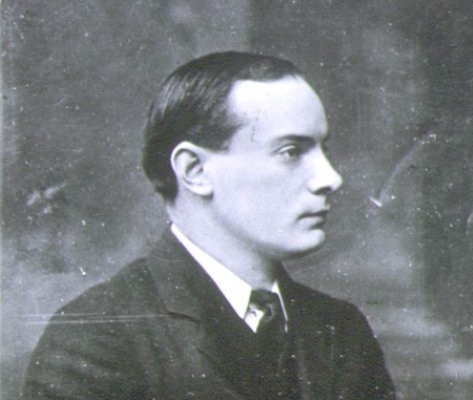
パトリック・ピアース
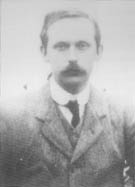
エーモン・キャント
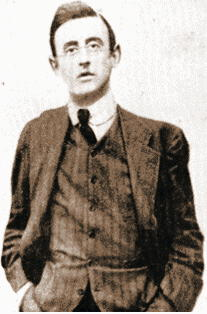
ジョゼフ・プランケット

IRBの第二の目標はこの時点で達成されていた。IRBは数多くの社会団体に浸透しており、これにはゲーリック体育協会、ゲール語連盟、シン・フェイン党、労働組合、後にはアイルランド市民軍も含まれる。これらの組織を通じて、彼らはナショナリズム、分離主義そして最終的な変革への心理的動因をもたらそうとした。

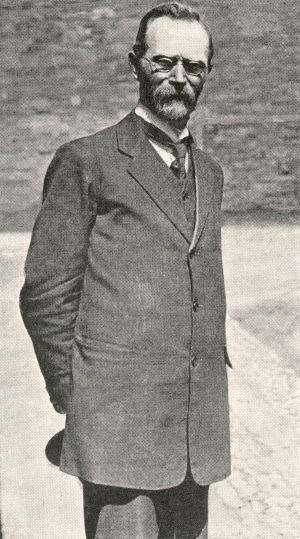
オーエン・マクニール

義勇軍は1913年の発足以来、IRBのメンバーが次々と将校に昇進して次第にその支配下に入って行っていた。そもそも、義勇軍は武装蜂起の目的のためにIRBの扇動によって結成されたものである。その結果、1916年には義勇軍の指導層の大部分が忠実な共和主義者となっていた。例外は創設者で参謀総長のオーエン・マクニールで、彼はIRBの意図に気づいていなかった。マクニールは第一次世界大戦開戦以降は義勇兵を英国との取引材料に使おうと考えていた 。

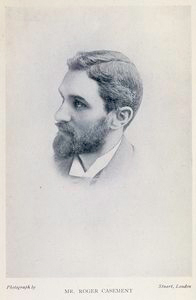
ロジャー・ケースメント

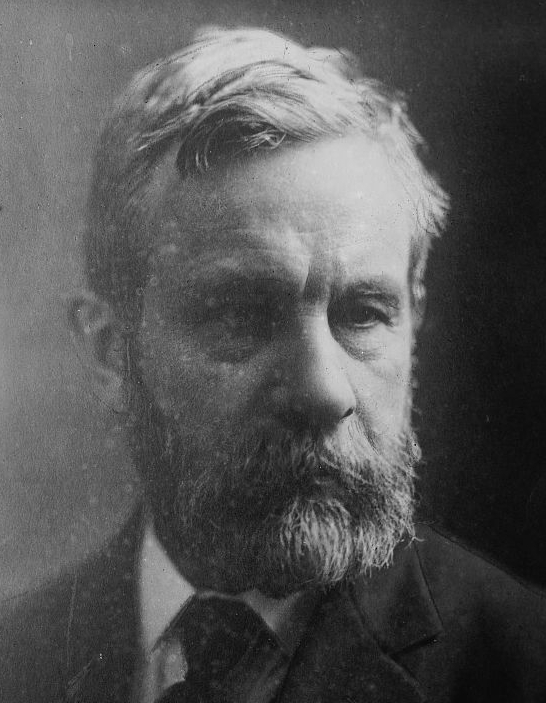
ジョン・デヴォイ

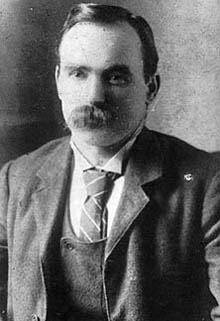
ジェームズ・コノリー

IRBはテオバルト・フォン・ベートマン・ホルヴェーク帝国宰相、ルドルフ・ノドルニー伯爵、ヒンダル大尉を代表とするドイツ帝国軍最高司令部と交渉を開始した。IRB側はジョゼフ・プランケット（1915年にベルリンへ旅行したことがある）が代表となり、彼の父のプランケット伯が加わった。
これとは別にロジャー・ケースメントが1914年からドイツに滞在して義勇軍の代表として交渉を続けていた。ケースメントはIRBのメンバーではなく、IRBの義勇軍への浸透に全く気付いていなかった。ケースメントの目的はドイツの収容所にいるアイルランド人捕虜によって旅団を編成し英軍と戦うことであり、また貧弱な武装の義勇軍のためにドイツから武器を調達することも目的であった。前者は成功せず、また彼がドイツからの支援をとり付けた銃器の数は期待を下回るものであった。
米国のワシントンD.C.においてもジョン・デヴォイ（米国内におけるアイルランド共和主義者の団体クラン・ナ・ゲール：「ゲールの家族」の指導者）がヨハン・ハインリッヒ・フォン・ベルンシュトルフ駐米独大使、ウォルフ・フォン・イーゲル第一書記官と1914年、15年、16年に交渉を持った。これらの交渉を通じて、ドイツ政府から、もしもアイルランド人が「正当な地位を奪われた」国家として彼らの国を樹立したならば、戦後の講和会議において発言の機会を認めるとの了解を得た。
社会主義労働組合の武装組織であるアイルランド市民軍（ICA）を率いるジェームズ・コノリーはIRBの計画について全く知らず、もしも他の組織が行動を起こさないのならば自ら反乱を起こすと脅迫してきた。市民軍は200人ほどの組織であり、彼らが行動を起こすことは自殺行為と言えるものであった。彼らは単独で決起しても、IRBと義勇軍が呼応するであろうと考えていた。そのため、IRBの指導者たちは1916年1月にコノリーと会見し、彼の組織も計画に参加するよう説得した。彼らは次の復活祭で伴に行動することに合意し、コノリーを軍事評議会の6人目のメンバーとした（後にトマス・マクドナーが7人目のそして最後のメンバーとなった）。
密告の阻止と義勇軍の指導のため、4月初めにピアースは復活祭の日曜日から3日間の「パレードと演習」を発令した（これは組織部長である彼の権限であった）。義勇軍内の共和主義者（とりわけIRBのメンバー）には、この命令が何を意味するかよく分かっていた。一方、マクニールやダブリン城の総督府は額面どおりにしか受け取っていなかった。だが、やがてマクニールは異様な雰囲気を察知して、「たとえダブリン城へ通報することでも、可能なことはなんでもする」とピアースに脅しをかけた。
マクニールはショーン・マクディアマダから、IRBがロジャー・ケースメントとともに手配したドイツの武器の船荷が近いうちにケリー県に陸揚げされると明かされた時に何らかの行動が差し迫っていると確信させられた。彼はこのような船荷が当局に摘発されれば、義勇軍は弾圧されることになり、必然的に義勇軍は自衛行動に出ざるを得なくなることは疑いないと思った 。
ドイツから提供された支援に失望していたケースメントはドイツの潜水艦でアイルランドへ戻ったが、トラリー湾のバナ海岸に上陸してすぐに逮捕されてしまった。武器はノルウェーの漁船に偽装したドイツ船オウド号に積み込まれていたが、現地の義勇軍が会合に失敗し、英海軍に発見されて自沈している。
翌日、マクニールは武器を積んだ船が自沈したことを知り、本来の立場に立ち戻った。同じ考えを持つ他の指導者たち、特にブルマー・ホブソンとザ・オラヒリーの助けを得て、彼は義勇軍に対し日曜日の全ての行動を取り消す中止命令を出した。これは蜂起を一日延ばしただけであったが、蜂起に参加する義勇兵の数を大幅に減らす結果となった。
ドイツ本国と駐米ドイツ大使館との無線通信は英海軍によって傍受され、海軍本部40号室で解読されており、武器の密輸とケースメントの帰還そして蜂起を行う復活祭の日付は海軍情報部によって既に察知されていた。この情報は4月17日にアイルランド次官マシュー・ネイサンへ渡されたが、情報源が秘匿されていたため、ネイサンは懐疑的だった。オウド号の摘発とケースメント逮捕のニュースがダブリンに届き、ネイサンは総督のウィンボーン卿と対策を協議した。ネイサンは市民軍の司令部があるリバティ・ホールおよび義勇軍の建物があるファザーマシュー・スクウェアとキメージを急襲することを提案したが、ウィンボーン卿は指導者たちの一斉逮捕を主張した。結局、復活祭の月曜日まで行動を先延ばしすることになり、ネイサンはロンドンのアイルランド大臣オーガスティン・ビレルに行動の承認を求める電報を打った。ビレルが行動を認める返電を送ったのは1916年4月24日月曜日であり、蜂起はすでに始まってしまっていた。

## 蜂起

### 復活祭　月曜日

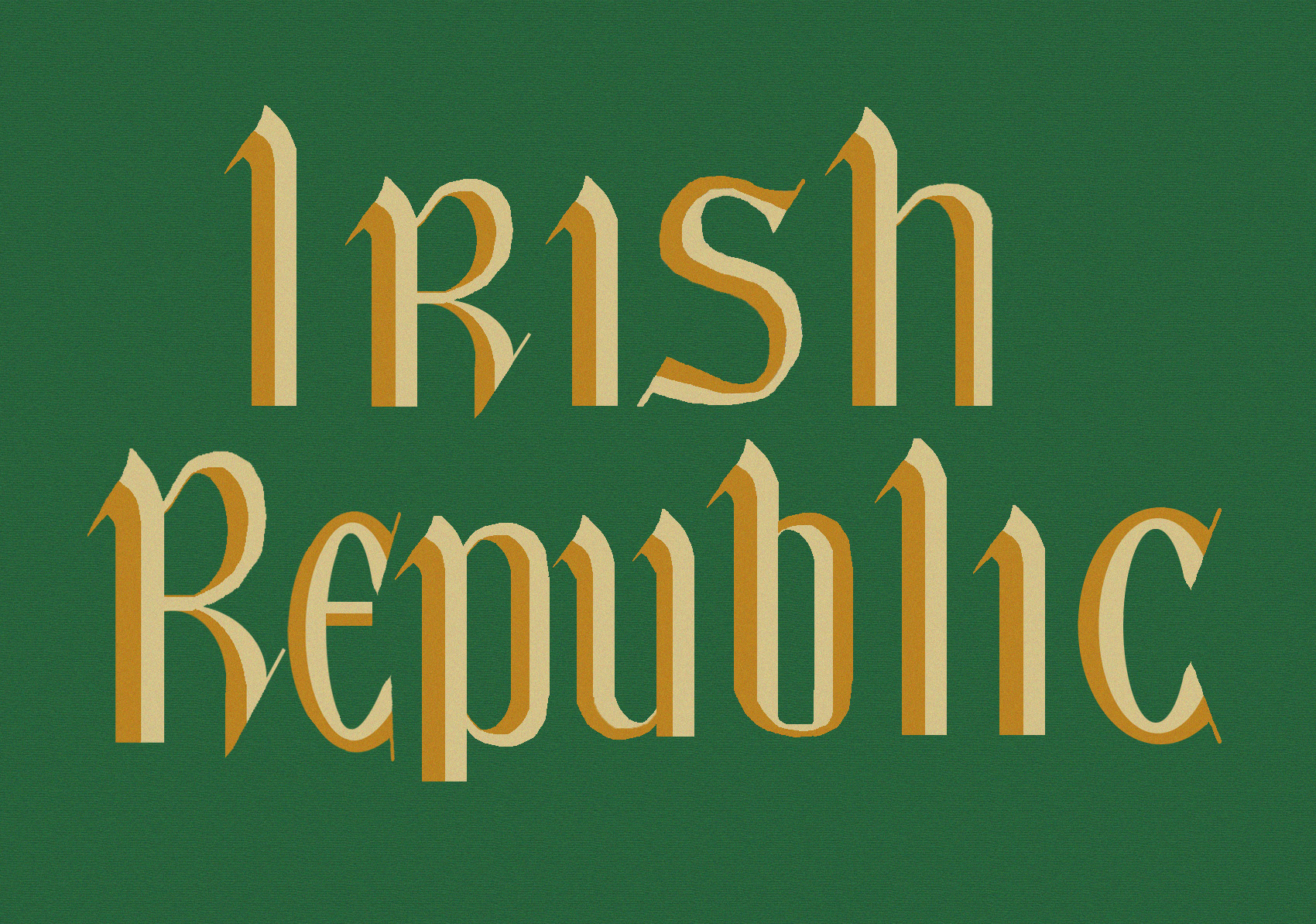
蜂起の際に中央郵便局（GPO）の屋根に掲げられた旗

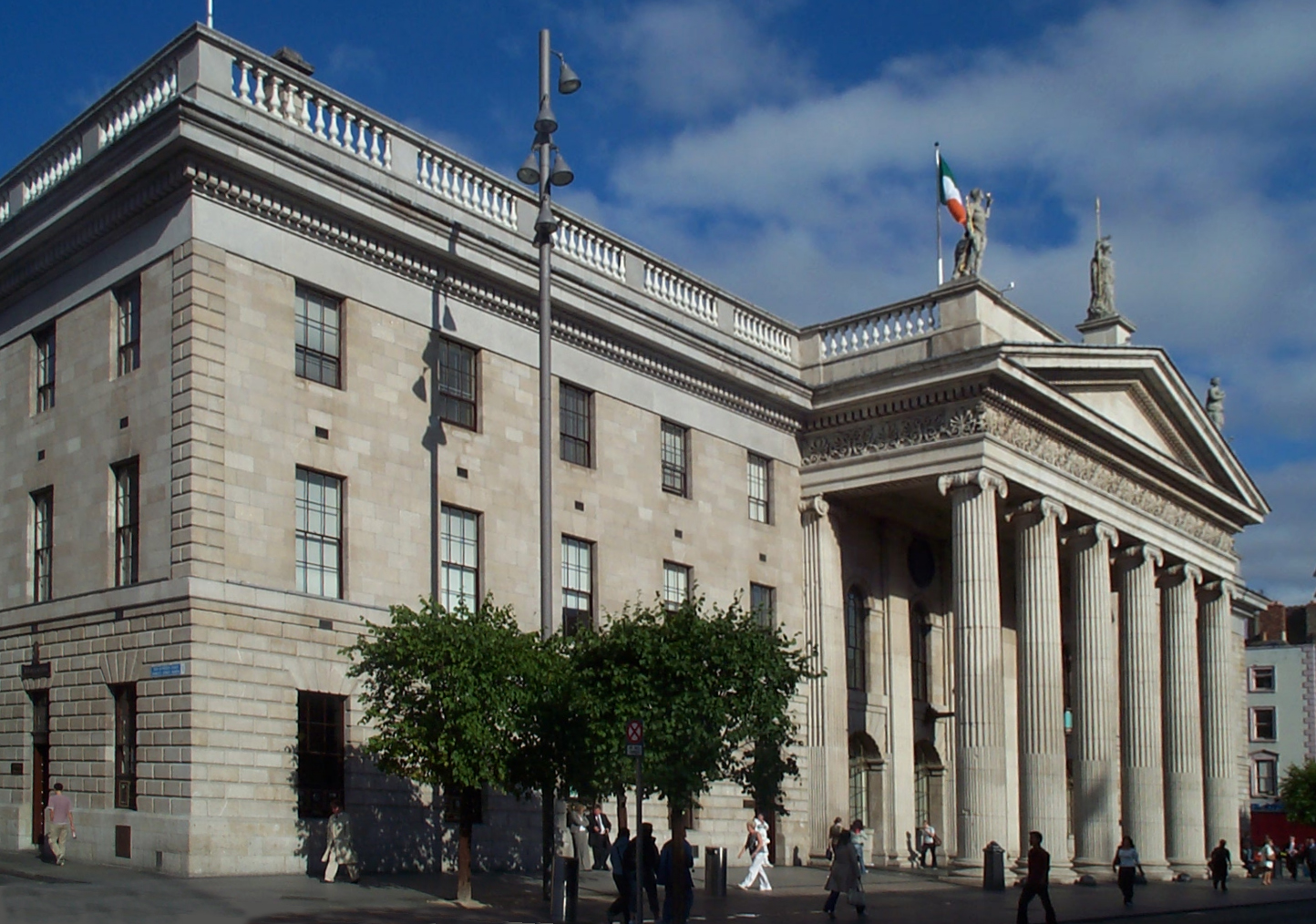
イースター蜂起の中心となった中央郵便局（GPO）

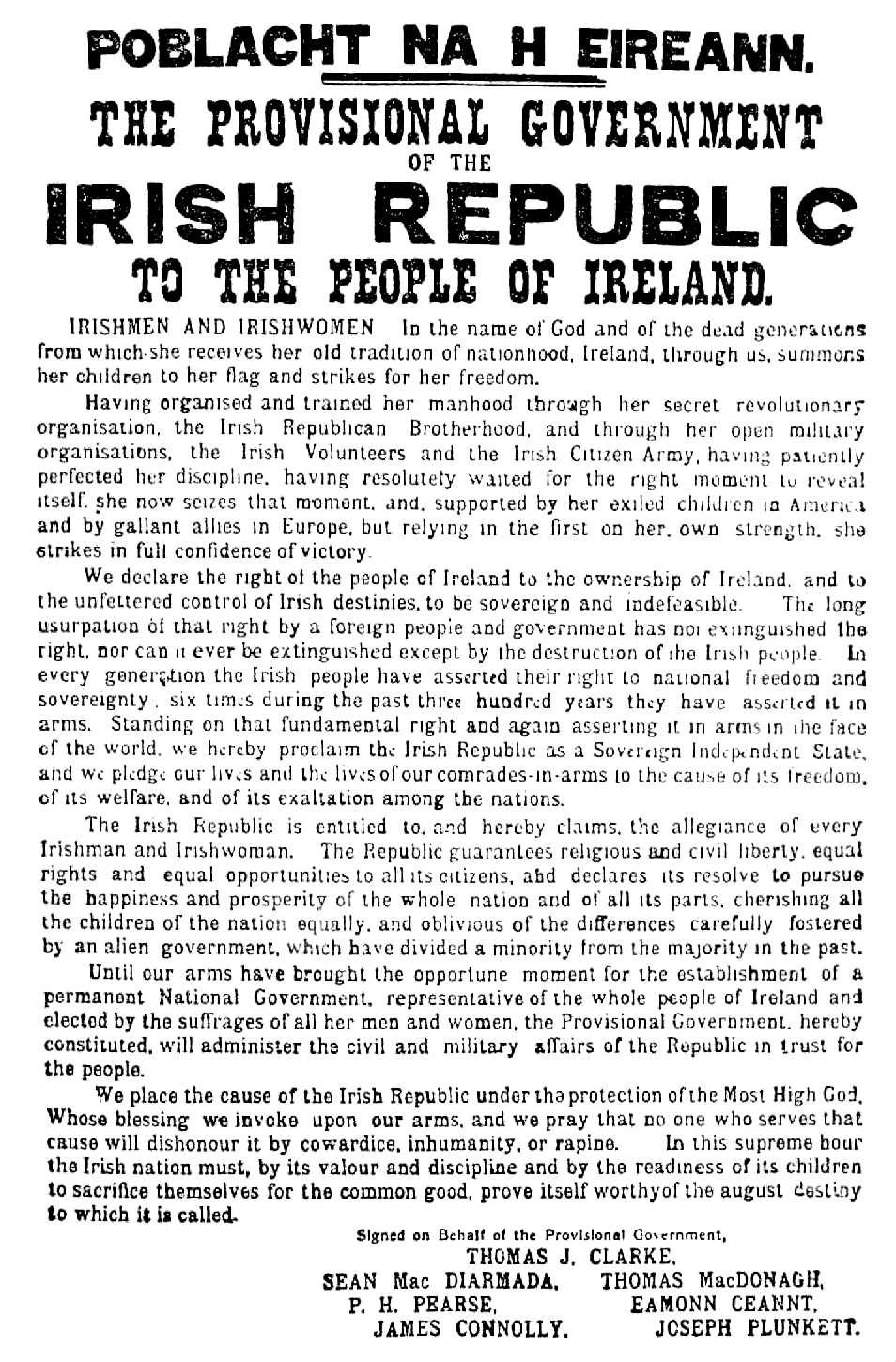
共和国樹立宣言

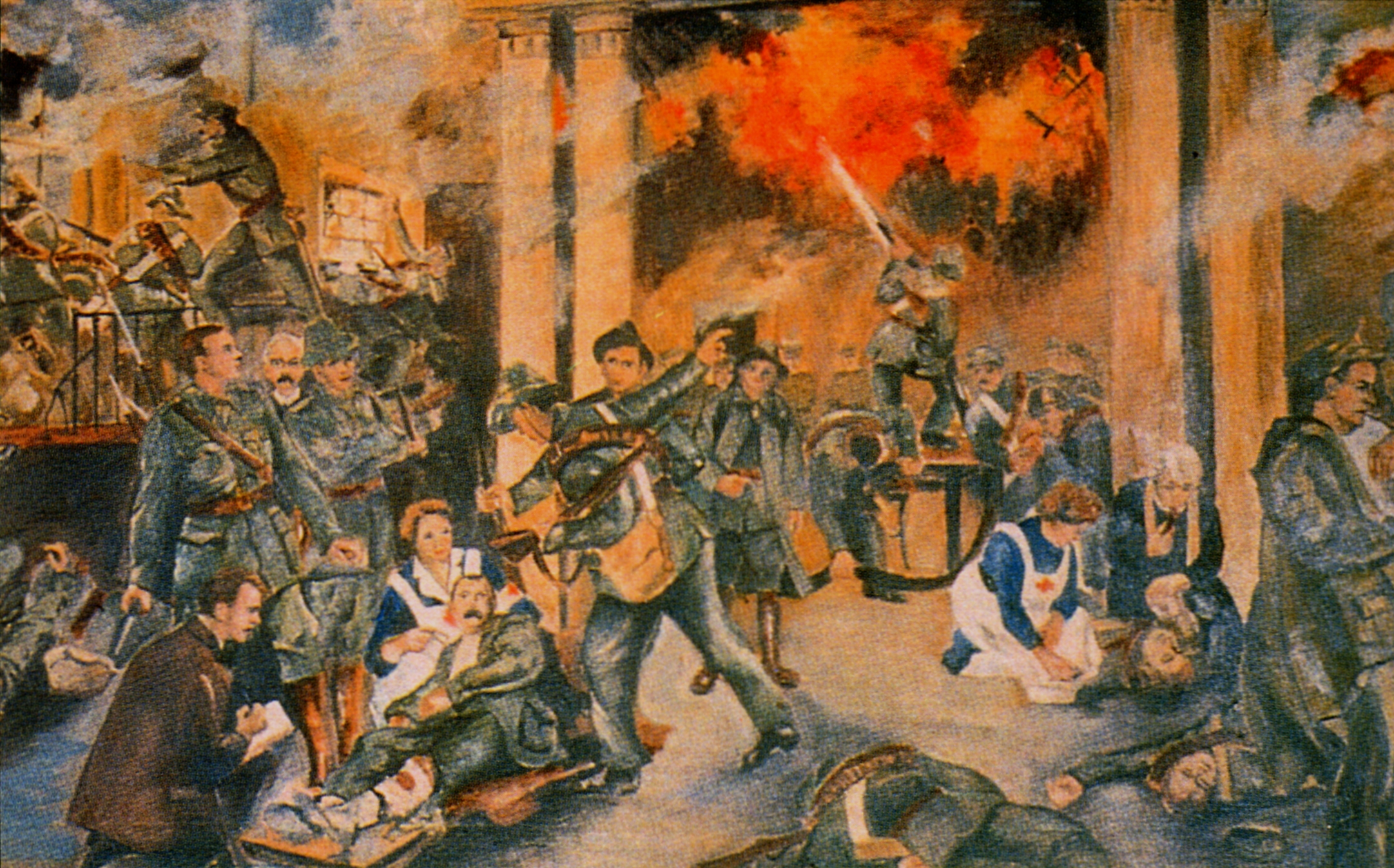
『アイルランド共和国の誕生』（ウォルター・パジェット画）イースター蜂起を描いた絵画として知られている。

義勇軍のダブリン師団は4個大隊によって編成されていた。中止命令によって、当初の計画よりもかなり少ない人数になってしまっていた（計画ではダブリン市内で5000人だったが1000人しか集まらなかった）。
ネッド・デーリー指揮の第一大隊（約250人）はブラックホール通に集結し、フォー・コーツ（アイルランド最高法廷）と北西地区を占領、ロイヤル兵営とマールバラ兵営よりの西からの攻撃に備えた。ショーン・ヒューストン大尉率いる12名のD中隊はフォー・コーツの対岸に位置する浮浪者収容所を占拠した。トマス・マクドナーが率いる第二大隊（200名）はセント・スティーブンス・グリーン（ダブリン市内の公園）に集まり、ジェイコブ・ビスケット工場、ビショップ通そして市庁舎の南を占拠する命令を受けた。大隊のうち少人数が北東のフェアビューに集まり、その後に中央郵便局（GPO）へ向かうよう命ぜられた。南東司令官のエイモン・デ・ヴァレラは第三大隊（130名）を率いてボーランド製パン所とその周辺の建物を占拠し、ベーカーズブッシュ兵営と大通そしてキングストン（現在のダン・レアリー）港からの線路を射界に収めた。エーモン・キャントの第四大隊（約100名）はドルフィンズ・バーンのエメラルド・スクウェアに集結し、南西地区の南ダブリン貧救院を占拠し、カラッハ駐屯地からの攻撃に備えた。ジェームズ・コノリーが指揮する義勇軍と市民軍の合同部隊約400人はリバティ・ホールに集結した。彼らのうちマイケル・マリンが率いる市民軍の100名の男女はセント・スティーブンス・グリーンを占拠、ショーン・コノリー大尉が率いる市民軍の少人数の分遣隊はダブリン城に隣接する市庁舎周辺の建物を奪取するよう命ぜられ、これには新聞社デイリー・エクスプレスの事務所も含まれていた。残りの部隊は中央郵便局を占拠する。これが司令部大隊となり、コノリーとともにトム・クラーク、ショーン・マクディアマダ、ジョゼフ・プランケットそして臨時大統領・最高司令官のパトリック・ピアースの4人の軍事評議会のメンバーがここに集まった。実戦の指揮は軍務経験のあるコノリーが執る。
正午に少人数の義勇軍とフェニアン（IRBのメンバー）がフェニックス・パークの軍需品倉庫を襲撃して衛兵を武装解除し、武器を奪い建物を爆破して蜂起開始の合図としようとした。彼らは爆薬を設置できたが武器を奪うことはできなかった。爆発は市内全体に鳴り響くほど大きなものにはならなかった。同時に市内中の義勇軍と市民軍は指定された場所の占拠と確保に動いた。
ショーン・コノリーの部隊はダブリン城を襲撃して歩哨の警官を射殺し警衛所の兵士を銃撃したが、城内までは侵入しなかった。情報将校のアイヴァー・プライス少佐、A・H・ノルウェー郵便局長ともにオフィスにいたマシュー・ネイサン次官は銃声を聞いて城門を閉めさせた。反乱軍はダブリン市庁舎に隣接する建物を占拠した。

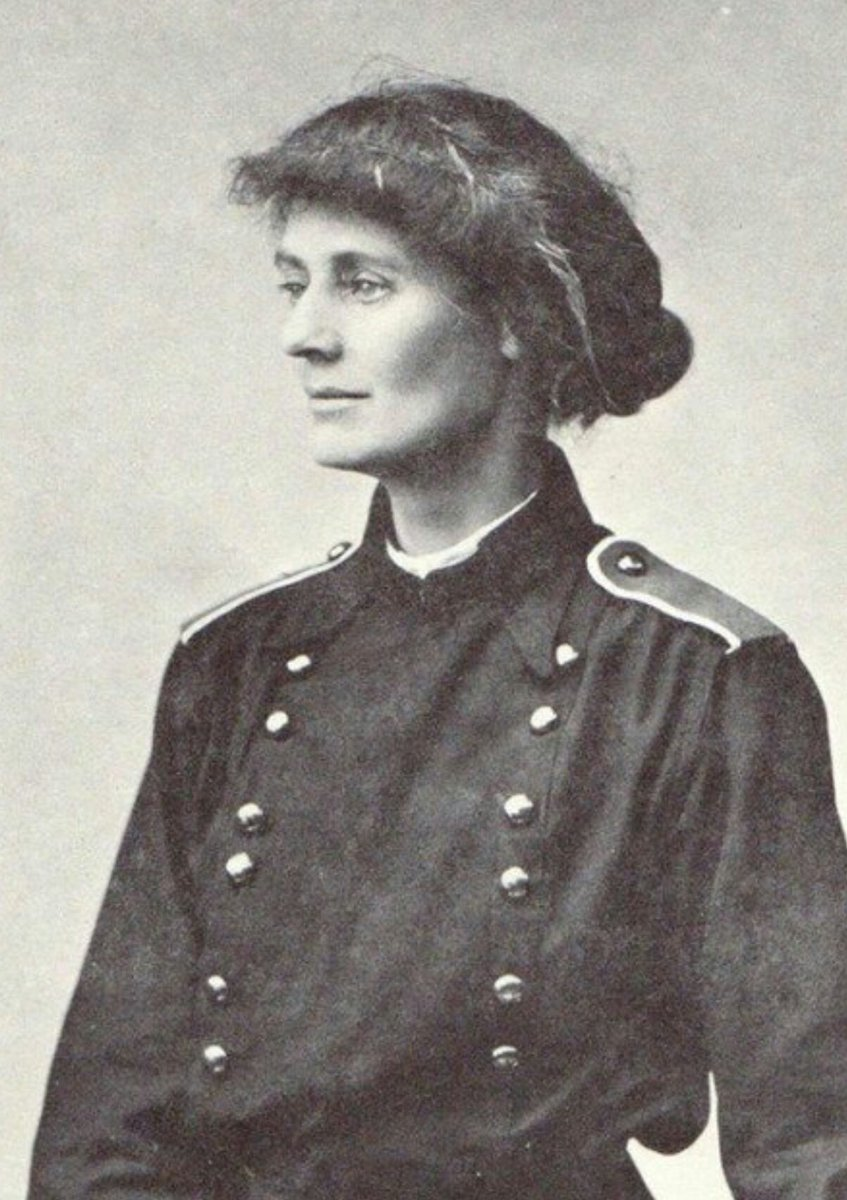
コンスタンツ・マルキエビッチ

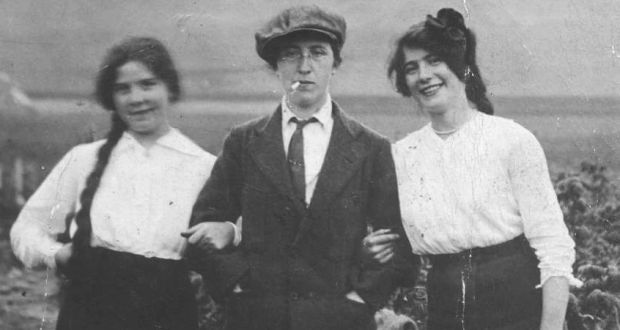
マリンとマルキエビッチのもとで戦った女性スナイパー、マーガレット・スキニダー。偵察などのために男装していた。

市民軍のコンスタンツ・マルキエビッチ伯爵夫人（後に英国下院初の女性議員・独立後のアイルランド労働大臣）と合流したマリンの分遣隊はセント・スティーブンス・グリーンを占拠して塹壕を掘り、車両を奪ってバリケードをつくった。彼らはアイルランド王立外科医学院を含む幾つかの建物を占拠したが、公園を見渡す高い建物のシェルボーン・ホテルは占拠しなかった。
フォー・コーツにバリケードを築いたデーリーの部隊は最初の戦闘を起こした。第6予備騎兵連隊の第5、第12槍騎部隊が波止場の北で弾薬段列を護衛していたとき反乱軍からの銃撃を受けた。突破できなかったために彼らは近くの建物へ逃げ込んだ。
コノリーに率いられた司令部大隊はすぐ近くのオコンネル通へ進軍した。彼らは中央郵便局へ突撃し、客と局員を追い払い、数人の英兵を捕らえた。中央郵便局の屋根の旗竿に二つの旗が掲げられた。一つは三色旗で右手のヘンリー通に、もう一つの「アイルランド共和国」と書かれた緑の旗は左手のプリンセス通に掲げられた。暫く後に、ピアースが中央郵便局の外へ出て共和国樹立宣言を読み上げた。
アイルランド駐留英軍司令官のロヴィック・フレンド将軍は休暇中でイングランドにいた。蜂起が始まったとき、ダブリン駐留軍のケナード大佐も不在だった。副官のH・V・コーエン大佐はマールバラ兵営に電話をし、サックビル通（オコンネル通）へ分遣隊を派遣して中央郵便局の状況を偵察するよう求めた。その後、彼はポートベロ、リッチモンド、ロイヤル兵営へ電話をし、ダブリン城を救援するよう命じた。最後に彼はカラッハ駐屯地へ連絡をして、ダブリンへの増援を派遣するよう求めた。マールバラ兵営から派遣された第6予備騎兵連隊の兵士はオコンネル通を進んだ。部隊がネルソン記念碑を通過したとき、反乱軍が射撃を開始し、3名の騎兵と2頭の馬を射殺し、4名に重傷を負わせた。騎兵隊は兵営へ撤退した。この戦闘はしばしば不正確に「槍騎兵の突撃」と呼ばれる。

### 火曜日から土曜日

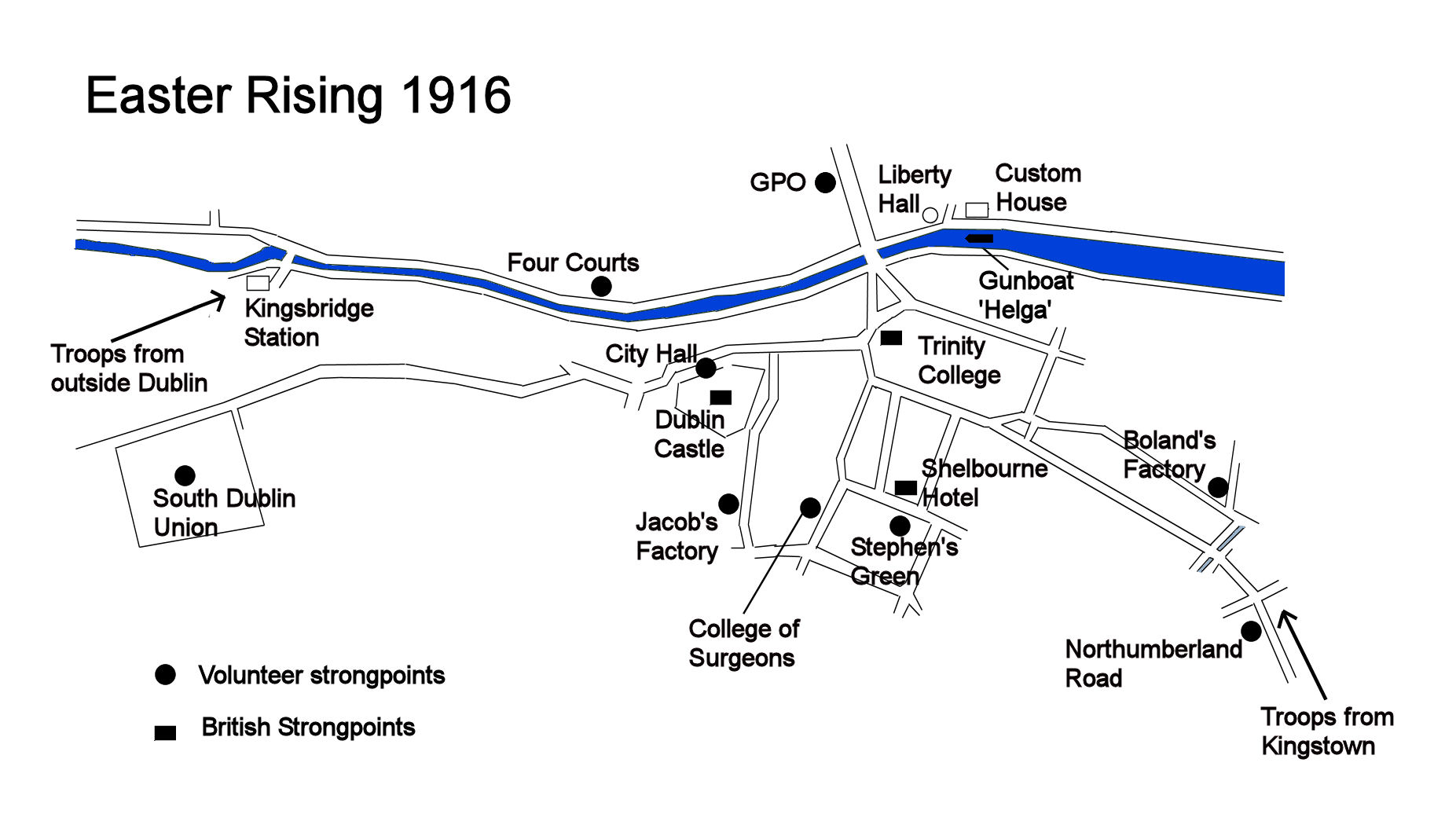
ダブリン市内における反乱軍と英軍の配置場所

英軍はまずダブリン城との連絡線の確保と反乱軍司令部（彼らはリバティ・ホールと考えていた）の孤立に努めた。英軍司令官W・H・M.・ロウ准将は反乱軍の兵力を把握しておらず、また4月25日水曜日にカラッハ駐屯地から市内に到着したときには1269名の兵しかいなかったため、ゆっくりと作戦を進めた。
市庁舎は火曜日の朝に奪回され、ショーン・コノリーが戦死した。マイケル・マリン率いる市民軍のセント・スティーブンス・グリーンの陣地は英軍が公園を見下ろすシェルボーン・ホテルと周囲の建物に狙撃兵と機関銃を配置したため持ちこたえられなくなった。そのため、マリンはアイルランド王立外科医学院へ後退した。
英軍はアスローンから呼び寄せ市街北方のピッツスブローとトリニティ・カレッジに配置した砲兵とキングストン港からリフィー川を遡上させた砲艦ヘルガから砲撃を加えた。
蜂起の騒ぎの最中、スラム街の貧民たちによる中央郵便局周辺の商店への略奪が発生し、ピアースたちを困惑させている。
火曜日の夕方に総督ウィンボーン卿は市内に戒厳令を発令した。4月26日水曜日、トリニティ・カレッジの砲兵と砲艦ヘルガがリバティ・ホールとオコンネル通の反乱軍陣地に砲撃を加えた。

増援部隊がイングランドからダブリンへ送られ、26日朝にキングストン港に上陸した。増援部隊はダブリン市内へ進軍し、大運河周辺で反乱軍陣地と激しく交戦した。シャーウッド・フォレスター連隊はマウント通の運河を渡ろうとした時に十字砲火にさらされ、17人の反乱軍が英軍の前進を阻止している。運河西方の貧救院（現在のセント・ジェームズ病院）の反乱軍陣地もダブリン城へ向かう英軍に多数の死傷者を与えた。反乱軍将校のカハル・ブルハ（後の国防大臣でマイケル・コリンズの政敵）はこの戦闘で活躍したが自身も重傷を負った。
数日間の砲撃を受けた後に司令部の守備隊は中央郵便局からの撤退を余儀なくされた。4月28日金曜日に彼らは砲弾が降り注ぐ中、壁に穴をあけて隣接する建物に脱出し、ムーア通16番地の魚屋に新たな陣地を構築した。4月29日土曜日、指導者たちは更なる市民の犠牲なしに脱出することは不可能であると悟り、ピアースは全ての中隊に降伏を命じ、ロウ英軍司令官に無条件降伏した。
| 「 | ダブリン市民のこれ以上の虐殺を防ぐため、そして同志たちの命を救うためここに降伏する。そして、絶望的に兵力で圧倒されたため司令部にいる暫定自治政府のメンバーは無条件降伏を受け入れる。市内と地方の各指揮官は兵たちに武器を置くよう命じよ。 | 」 |

### ダブリン以外での蜂起
ダブリン以外の幾つかの場所でもアイルランド義勇軍の部隊が集結したが、オーエン・マクニールの中止命令のために彼らのほとんどが戦うことなく帰宅してしまった。加えてドイツの武器を積んだオウド号が摘発されたために地方の義勇軍の装備は極めて貧弱なものだった。
ミース県のアッシュボーンではトマス・アッシュと副官のリチャード・マルカヒー率いる北ダブリン県義勇軍（フィンガル義勇軍）が英軍の兵舎を襲撃した。スレインからの増援が到着し、5時間の戦闘の後、義勇軍は90名の捕虜を得た。英兵の戦死者は8から10名で、義勇軍は2名が戦死している。この戦闘はアイルランド独立戦争（1919年-1920年）におけるアイルランド共和国軍のゲリラ戦術の先駆となった。東部の他の地域ではショーン・メイサンティのラウス県義勇軍が警官と看守を殺害している。ウェックスフォード県では火曜日から金曜日まで義勇軍がエニスコーティを占拠したが、1798年のアイルランド反乱での有名な戦いが行われたビネガーの丘で英軍に象徴的な降伏をした。
西部ではリアム・メローが600から700人の義勇軍を率いゴールウェイ県のオーランモアとクレアリンブリッジの警察署を襲撃したが不成功に終わった。カーンモアでも小競り合いがあり英兵2名が犠牲となった。しかしながら彼の兵の装備は貧弱であり、25丁のライフルと300丁の散弾銃しかなく、他はパイク（槍）を装備していただけだった。週の終わりごろには、メローの部下たちは食料が欠乏し、そして英軍の大規模な増援が西部へ送られたと知らされた。更に英海軍の巡洋艦グロスターがゴールウェィ湾に到着し、反乱軍が拠点を置いているアトンライに砲撃を加えた。4月29日、反乱軍は状況は絶望的であると判断し、アトンライから逃げ散った。英軍の増援が到着した時には反乱は既に消滅してしまっていた。義勇軍の多くはその後逮捕されたが、メローを含む数人が逃亡に成功している。
北部ではティロン県では幾つかの中隊が招集され、132人がベルファストのフォールズ通に集まっている。
南部では復活祭の月曜日にトマス・マックカーテンが率いる1000人の義勇軍が コークに集結したが、ダブリンの義勇軍指導者たちから矛盾する命令をいくつも受けたため解散している。

### 犠牲者
英軍は兵士が戦死116名、負傷368名、行方不明9名、警察官が死者16名、負傷29名と報告している。アイルランド側の犠牲者は死者318名、負傷2,217名であった。義勇軍と市民軍は64名が戦死したと記録しているが、アイルランド側の犠牲者は反乱軍と市民が区別されていない。

## 事件後
ジョン・マクスウェル将軍は即座に危険なシン・フェイン党員を「運動に積極的に関与している者は反乱に参加していなくとも」全員を逮捕するように命じた。これは分離主義者組織（民兵でも共和主義者でもないが）のシン・フェイン党が蜂起の背後にいたと広く信じられていたためである。
男性3,430名、女性79名が逮捕された（その後、ほとんどは釈放されている）。5月2日にコーク県のケント家の家族を逮捕しようとした際に銃撃戦になり巡査長とリチャード・ケントが死亡し、トマス・ケントとウィリアム・ケントが逮捕されている。

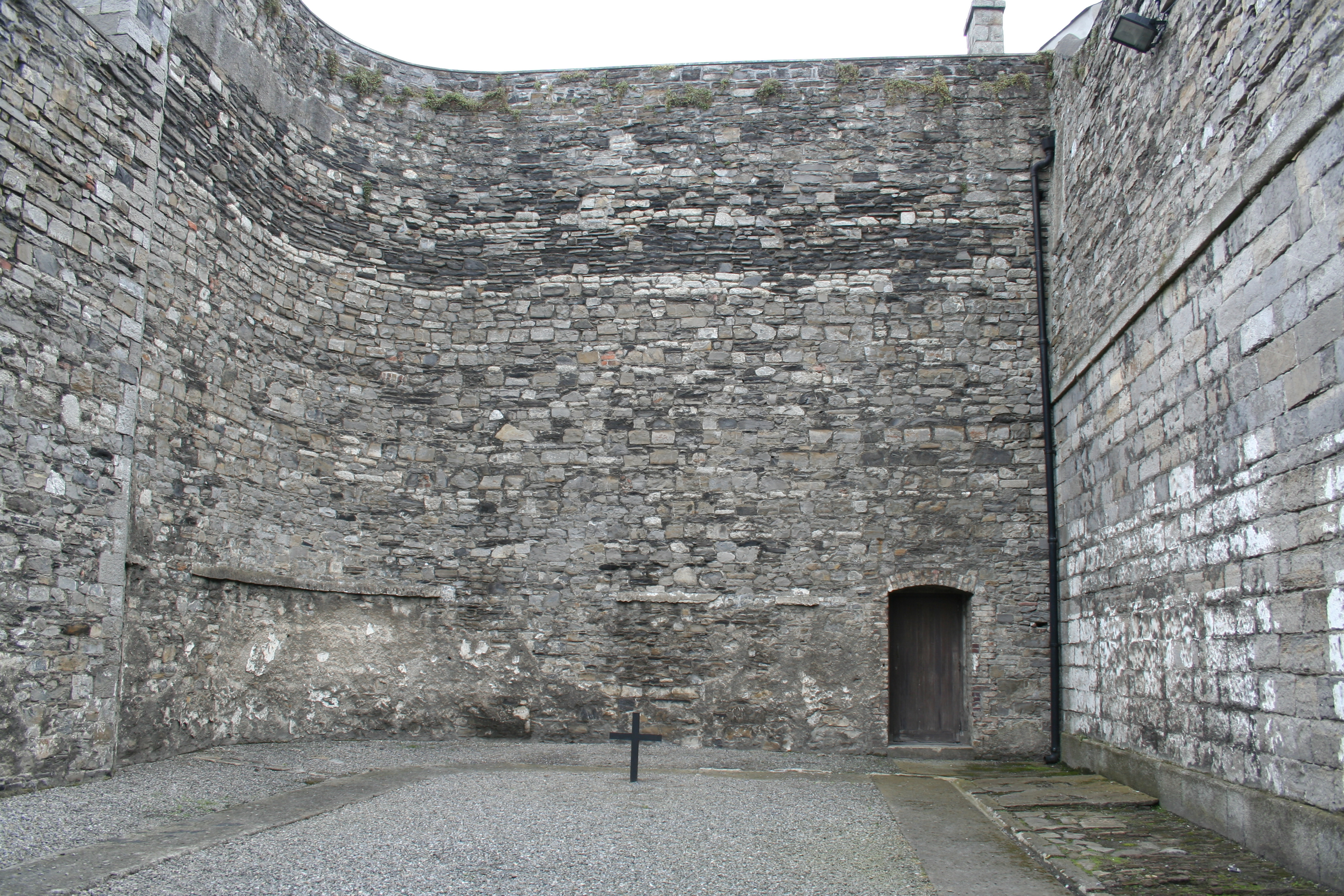
ピアースらが処刑されたキルメイナム刑務所の処刑場

5月2日から始まった軍法会議で19人に対して死刑が宣告された。共和国樹立宣言に署名した7人を含む15人がマクスウェル将軍によって刑が承認され、5月3日と12日に銃殺隊によって執行された（戦闘で足首を砕かれて動けなかったコノリーは椅子に縛り付けられて銃殺されている）。処刑されたのは蜂起の指導者だけではなかった。ウィリアム・ピアースは「私の弟パトリック・ピアースとの親族関係によるものだ」と述べている。ジョン・マクブライドは15年前のボーア戦争で英軍と戦ったが、蜂起自体には関与していなかった。トマス・ケントは蜂起には参加しておらず、蜂起の1週間後に自宅へ逮捕に来た警官を殺害したためだった。処刑を逃れた最も有名な指導者はエイモン・デ・ヴァレラ（後のアイルランド大統領）である。
蜂起の原因を調査するために王立委員会が設置された。5月18日にハーディング卿を委員長として公聴会が始まった。マシュー・ネイサン、オーガスティン・ビレル、ウィンボーン卿、ネビル・チェンバレン（王立アイルランド警察監察長官）、ロヴィック・フレンド将軍、軍情報部のアイヴァー・プライス少佐その他を審問した 。6月26日に出された報告書は「ここ数年間、アイルランドは、もしも、アイルランドのいずれかとの党派との衝突があればこれを避けようとする安全な、より適切に言えば無法状態の原則で統治されていた」とダブリン総督府を非難した 。ビレルとネイサンは蜂起後すぐに辞任している。ウィンボーン卿は渋々辞任し（後に再任されている）、チェンバレンはこれからほどなく辞任している。
1480人が1914年国土防衛法14条に基づきイングランドとウェールズに収監されたが、アーサー・グリフィス（シン・フェイン党創設者で後に大統領）を含む彼らの多くは蜂起に関係していなかった。フロンゴ収容所などの、これらの収容所ではマイケル・コリンズ、テレンス・マックスウェイン、J・J・オコンネルらが来る独立闘争の計画を練り「革命の大学」と呼ばれるようになる。
ドイツから武器を運び込もうとしたロジャー・ケースメントは国家反逆罪で裁判にかけられ、8月3日にペントンビル刑務所で絞首刑となった。
蜂起は当初、ダブリン市民の支持を得られなかったが、指導者たちの処刑はアイルランド人の感情を刺激して英国政府への非難が強まり、ピアースたちは“殉教者”となり、アイルランド独立の機運が急速に高まることになった。詩人のイェイツは深い衝撃を受けて「1916年復活祭」（Easter 1916）を書き、この作品の中で、死んだ闘士達はアイルランドのために自己犠牲を厭わない人間として英雄化され、人々はこの蜂起を国民的神話として記憶に残した。
1917年4月19日、プランケット伯の呼びかけで、シン・フェイン党の旗の下 での幅広い政治的運動を結成するための会合が開かれた。これは1917年10月25日にシン・フェイン党大会（Ard Fheis）として公式化された。1918年徴兵危機はシン・フェイン党への支持をより一層集めさせ、1918年12月14日の英国議会総選挙でシン・フェイン党に圧勝をもたらした。1919年1月21日にシン・フェイン党の議員たちが集まり第一回アイルランド国民議会（ドイル・エアラン）を開き、独立宣言を採択した
。英国は独立の承認を拒否し、アイルランド独立戦争へ突入することになる。

### 蜂起に対するダブリン市民の感情
ピーター・ブレスフォード・エリスによると、反乱軍の兵士たちが投獄される時にダブリン市民が罵声を浴びせたという話は広く流布され、ダブリン市民たちがこのように反乱を見ていたかのように信じられるようになったが、これは当時の英国政府が人々に信じさせようとしたプロパガンダであり、新聞は全てを反対に報じていたと指摘している。
ブレスフォード・エリスに引用された例によると  、ドロシー・マッカードルの「アイルランド共和国」では「人々は立ち上がらず、何人かは反乱軍兵士に悪態をついた」とある。トマス・M・コフィの「イースターの受難─1916年アイルランド蜂起」には以下の記述がある。
ブレスフォード・エリスによれば、この観点は1991年に長い間忘れられていた当時の目撃者の文書が発見されたときに危うくなったとしている。カナダ人のジャーナリストで作家のフレデリック・アーサー・マッケンジー は当時もっともよく知られ評判の良い戦争記者であった（とエリスは述べている）。彼は反乱の鎮圧のためイングランドから派遣された増援部隊とともにダブリンに到着した2人のカナダ人ジャーナリストのうちの1人であった。マッケンジーは反乱軍に同情的ではなく親独派でもなく、反帝国主義者でもなかった。
1916年にマッケンジーはC・アーサー・ピアソンとの共著「アイルランド叛乱──何が起こったか、何故起こったか」を出版している。ここで彼はこう述べている。

## 蜂起の遺産

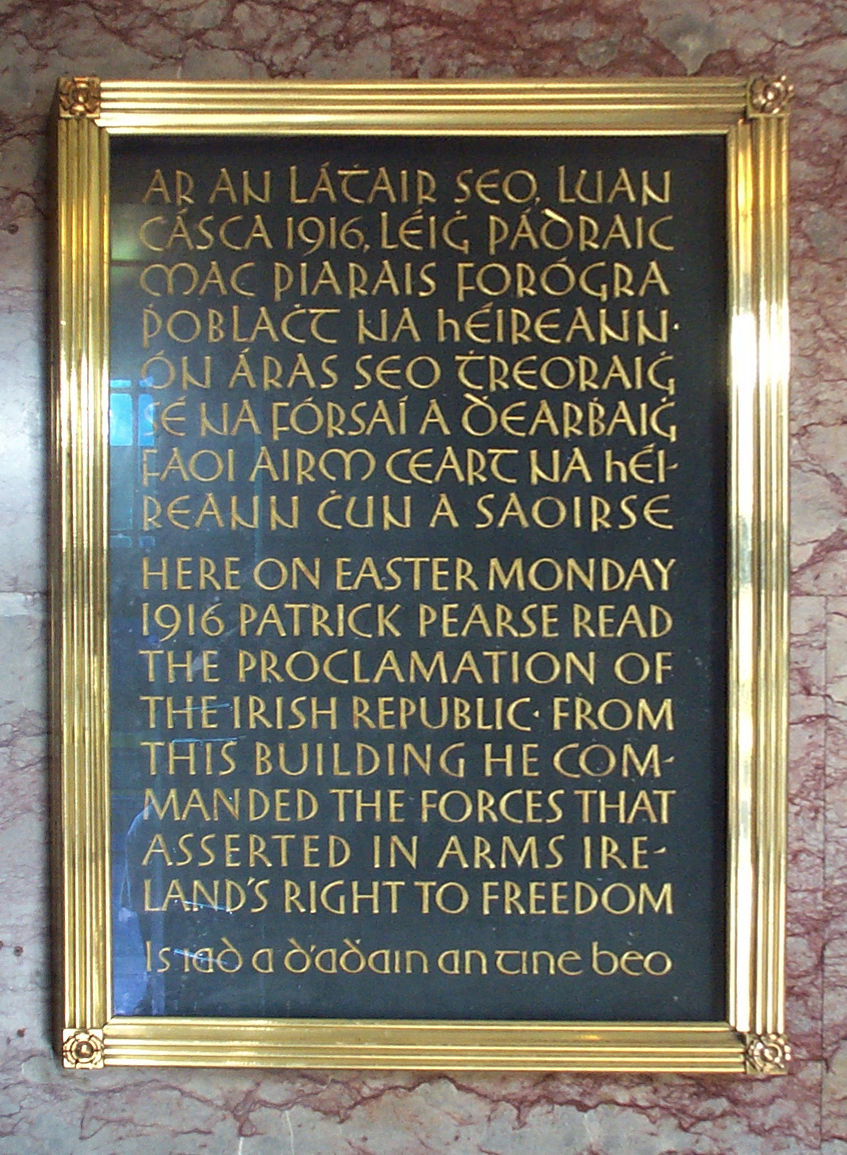
ダブリンの中央郵便局内にあるイースター蜂起を記念する飾り板、アイルランド語はゲール文字で英語は通常のラテン文字で書かれている

蜂起の生き残りの幾人かは独立後のアイルランドの指導者となり、死亡者は殉教者として敬われた。ダブリン市内のアーバーヒル軍刑務所の彼らの墓は国定記念物となり、共和国樹立宣言の文書は学校で教えられている。軍事パレードを行う式典が毎年復活祭日曜日に開かれ、1966年の50周年記念は大きな国家的式典になった。
北アイルランド紛争の勃発により、政府、学者とメディアは自国の軍事的過去、特にイースター蜂起について見直すようになった。1973年から1977年の連立政権、特にコナー・クルーズ・オブライアン郵政電信大臣は、1916年の暴力はベルファストやデリーの街中で起こっていることと本質的に変わらないという見方を広め始めた。オブライアンたちは蜂起はその始まりから軍事的敗北が決まっており、またアルスター統一主義者たちの英国に留まろうとする決意を見誤っていたと主張した。「修正主義歴史家」たちはこれを「血の犠牲」の言葉で書くようになった。
蜂起とピアースら指導者たちの行動が共和主義者たち（シン・フェイン党やIRAのメンバーや支持者を含む）から称えられて、ベルファストの共和主義者の地区やその他の町々で毎年蜂起を記念するパレードが行われているにもかかわらず、アイルランド政府は1970年代からダブリン市内での例年のパレードを取りやめてしまった。1976年にはシン・フェイン党と共和主義者記念式典委員会による中央郵便局での記念式典を禁止する前例のない手段まで取っている。1991年の75周年記念は完全に忘れ去られてしまった。
1990年代のIRA暫定派の停戦と北アイルランド和平プロセスの始まりにより、蜂起に対する見方はより肯定的なものになり、1996年にダブリンで開催された80周年記念式典にはジョン・ビルトン首相が出席している。2005年にバーティ・アハーン首相は2006年の復活祭に中央郵便局前での軍事パレードを再開することと2016年の100周年記念式典の委員会を組織することを発表した。
2006年4月16日の復活祭の日に90周年記念式典と軍事パレードが盛大に開催された。

### 和書
- 「物語アイルランドの歴史」（波多野裕三、中公新書、1994年） ISBN 978-4121012159
- 道木一弘「忘却されたもの達の復活 ―『フィネガンズ・ウェイク』にイースター蜂起を読む」『Joycean Japan』第9巻、日本ジェイムズ・ジョイス協会、1998年6月16日、108-121頁、CRID 1050282813416304000。
- 橋本雄一「文化の危機の時代とW.B.イェイツ」『北海学園大学人文論集』第11巻、北海学園大学人文学会、1998年10月31日、97-118頁、CRID 1050001337523064064。
- 「アイルランド独立運動史―シン・フェイン、IRA、農地紛争」（森ありさ、論創社、1999年）ISBN 978-4846001728
- 「図説 アイルランドの歴史」（リチャード キレーン (著), Richard Killeen (原著), 鈴木 良平 (翻訳)、 彩流社、2000年）ISBN 978-4882026839
- 「アイルランド建国の英雄たち 1916年復活祭蜂起を中心に」（鈴木良平、彩流社、2003年）ISBN 978-4882028208
- 道木一弘「『ユリシーズ』の中のW.B.イェイツ」『外国語研究』第46巻、愛知教育大学外国語外国文学研究会、2013年3月31日、33-49頁、CRID 1050845763367679616、hdl:10424/4947。
- 中村麻衣子「言わない名前： イェイツによるアンチ・ナショナリズムのヒロイン像形成」『英米文学研究』第50巻、日本女子大学英語英文学会、2015年3月20日、37-52頁、CRID 1050564287521948160。